# Kalpana Saroj

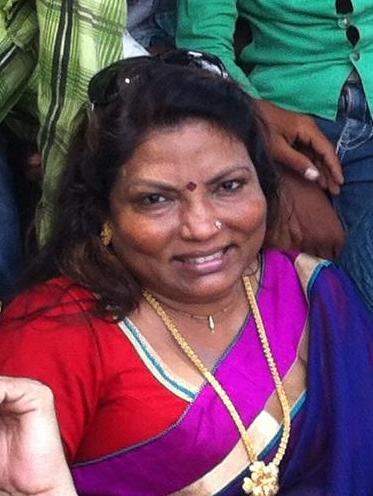
Kalpana Saroj

Kalpana Saroj (* 1961 in Repatkhedha, Maharashtra) ist eine indische Unternehmerin. Sie gehört der Kaste der Dalit oder „Unberührbaren“ an. Sie ist Eigentümerin der Kamani Tubes Limited (KTL). KTL gilt als ein führendes Unternehmen in der Produktion von Buntmetall-Rohren.

## Leben

### Jugend
Kalpana Saroj wuchs als älteste Tochter eines Polizeibeamten in Repatkhedha auf. Zwar förderte der Vater ihre Bildung, gleichwohl wurde Kalpana Saroj mit zwölf mit einem zehn Jahre älteren Mann verheiratet. Sie folgte ihrem Ehemann nach Mumbai, wo sie mit ihm und seiner Familie sechs Monate in einem Slum lebte. Sie wurde von ihrem ersten Ehemann und dessen Familie misshandelt. Nachdem der Vater sie besucht hatte, nahm er sie aus dieser Familie wieder nach Hause. Dort vollendete sie ihre Schulbildung. Mit 13 versuchte sie erfolglos ihrem Vater in den Polizeidienst zu folgen, es folgten weitere Versuche einen traditionellen Beruf zu erlernen, um etwas aus ihrem Leben machen zu können. Schließlich erlernte sie den Beruf der Schneiderin. Die soziale Ausgrenzung in ihrem Heimatdorf führte allerdings zu einem Selbstmordversuch. Der Versuch blieb erfolglos, da sie eine Tante fand.
Mit 15 setzte Kalpana Saroj gegenüber ihrer Familie durch, dass sie zurück nach Mumbai gehen durfte. Sie setzte dies mit der Drohung durch andernfalls nochmal Suizid zu versuchen. Dort fand sie zunächst eine Stelle als Arbeiterin, die Fussel von produzierten Textilien entfernen musste. Sie lehrte sich selbst Industrienähmaschinen zu bedienen und verbesserte damit ihr Einkommen von umgerechnet 15 Cent am Tag auf 5 Dollar am Tag.

### Unternehmerin
Als ihre Schwester starb, da sie einen Krankenhausbesuch nicht bezahlen konnte, beschloss Kalpana Saroj, dass sie Geld machen müsse.
Mit 16 zog sie nach Mumbai und begann zunächst als ungelernte Näherin zu arbeiten. Sie bildete sich fort, um als Näherin an Nähmaschinen besser zu verdienen. Mit einem Regierungsdarlehen gründete sie ein Möbelgeschäft. Sie heiratete den Besitzer eines anderen Möbelgeschäftes.
2006 übernahm Kalpana Saroj das in einer schweren Krise befindlichen Unternehmen Kamani Tubes Limited und führte das Unternehmen aus der Krise. Zur Finanzierung der Übernahme musste sie einen Kredit mit dreijähriger Laufzeit aufnehmen. Sie zahlte das Darlehen binnen dreier Monate zurück, bezahlte ausstehende Lohnzahlungen und trug die Schulden des Unternehmens ab.
2018 war sie Eigentümerin von Kamani Tubes Limited, von Kamani Steel Re-Rolling Mills Pvt Ltd, von Saikrupa Sugar Factory Pvt Ltd, von Kalpana Builders & Developers, von Kalpana Saroj & Associates, und von der KS Creations Film Production.